# Gentian Balashi
Gentian Balashi (ur. 13 września 1979) – australijski zapaśnik walczący w stylu wolnym. Zajął osiemnaste miejsce na mistrzostwach świata w 2005. Złoty medalista mistrzostw Oceanii w 2007 i 2008 roku.